# Tomás Gutiérrez
Tomás Francisco Gutiérrez Chávez (Huancarqui, Arequipa; 7 de marzo de 1817-Lima, 26 de julio de 1872) fue un militar y político peruano que dirigió un golpe de Estado contra el presidente José Balta y Montero, y ocupó de facto la Jefatura del Estado del Perú, de 22 a 26 de julio de 1872. 
Tomás Gutiérrez participó en las revoluciones del Perú desde la década de 1850 y alcanzó el grado de coronel en 1858, por su destacada actuación en la toma de Arequipa. En 1865 defendió al gobierno de Juan Antonio Pezet, por lo que fue ascendido a general de brigada, pero al triunfar la revolución de Mariano Ignacio Prado, fue borrado del escalafón. Peleó como simple soldado en el combate del Callao de 1866. Participó en la revolución de 1867 que derrocó a Prado, siendo readmitido en el servicio, aunque no le fue ratificado su grado de general, permaneciendo como coronel. 
Durante el gobierno de Balta se le reconoció su ascenso a general de brigada, pero ello no fue ratificado por el Congreso. En 1871 fue nombrado ministro de Guerra y Marina, convirtiéndose en el hombre fuerte de dicho gobierno. Al producirse el triunfo del Partido Civil en las elecciones de 1872, propuso al presidente Balta que desconociera el resultado electoral y se prorrogara en el poder con el apoyo del ejército. Ello debido a que el candidato ganador, Manuel Pardo y Lavalle, era un declarado antimilitarista. Al rechazar Balta tal propuesta, Tomás planeó el golpe de Estado, contando con el apoyo de sus tres hermanos, Silvestre, Marceliano y Marcelino, todos ellos coroneles que estaban al mando de los batallones que guarnecían Lima. 
El golpe de Estado se consumó el 22 de julio de 1872, siendo apresado Balta y recluido en un cuartel militar. Pero el golpe no contó con el apoyo de la Marina ni de la ciudadanía, que se levantaron en armas en defensa del orden constitucional. En las reyertas callejeras de Lima resultó asesinado Silvestre, mientras que Marceliano murió combatiendo en el Callao. La furia de la población estalló aún más al conocerse la noticia del asesinato del presidente Balta mientras dormía en su celda. Tomás intentó resistir en el cuartel de Santa Catalina, pero al verse sobrepasado en número, huyó por las calles de Lima, hasta que fue capturado y asesinado por una turba enfurecida en el interior de una botica del Jirón de la Unión, el 26 de julio de 1872. Su cadáver fue colgado en una de las torres de la Catedral, para ser finalmente incinerado en la plaza de Armas, junto con los cuerpos de sus hermanos Silvestre y Marceliano. Su único hermano sobreviviente, Marcelino, pasó un tiempo en prisión, hasta que fue amnistiado.

## Carrera militar

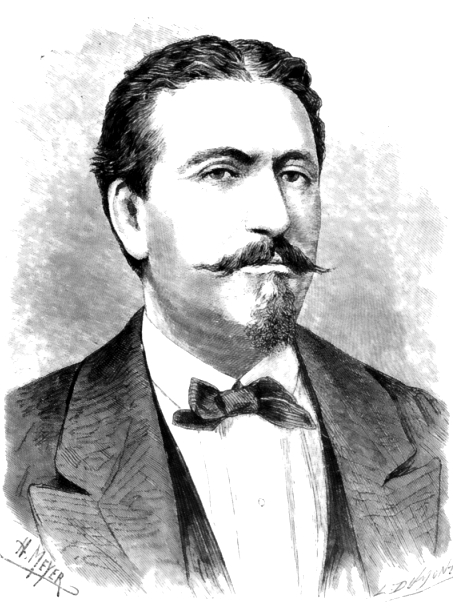
Retrato del coronel Tomás Gutiérrez, autoproclamado Jefe Supremo de la República en 1872.

Tomás Gutiérrez nació en el pueblo de Huancarqui, situado en el valle de Majes (actual provincia de Castilla), cerca de la ciudad de Arequipa. Era el hijo mayor de la unión de Luis Gutiérrez y Juliana Chávez, de un total de diez hermanos.
Arriero de oficio, se enroló en el ejército y poco a poco fue escalando los diferentes grados militares, a partir de la década de 1850. Sus tres hermanos menores (Silvestre, Marceliano y Marcelino) siguieron su ejemplo, aunque sin llegar a distinguirse, como si lo hizo Tomás.
En 1854 ascendió a sargento mayor de infantería y luego viajó a Arequipa para sumarse a la revolución que había iniciado el general Ramón Castilla. Participó en la marcha sobre Lima y por su destacada actuación en la batalla de La Palma, librada el 5 de enero de 1855, fue ascendido a teniente coronel.
Durante el segundo gobierno de Ramón Castilla luchó contra la revolución encabezada por Manuel Ignacio de Vivanco en Arequipa, que derivó en la sangrienta guerra civil. Por sus méritos en el asalto final de Arequipa, el 7 de marzo de 1858, fue ascendido a coronel.
Elegido diputado por la provincia de Castilla, asistió a las legislaturas de 1858-1859. Ricardo Palma, desde el periódico La Zamacueca Política, hizo un juicio muy sumario sobre su labor parlamentaria: «Es un buen soldado pero no tiene motivos para ser un buen legislador». Ha sido también descrito de esta manera: «Era hombre corpulento, de constitución recia, de escasa ilustración y brusco de maneras, magnífico soldado, con reputación de valeroso.»
Participó en la campaña de Ecuador. Luego fue jefe del batallón “Áncash”, a la cabeza del cual respaldó a los gobiernos de los presidentes Miguel de San Román (1862-1863) y Juan Antonio Pezet (1863-1865). Se destacó luchando en defensa del gobierno de este último, contra la revolución nacionalista del coronel Mariano Ignacio Prado de 1865, por lo que fue ascendido a general. Mientras se efectuaba el avance de los revolucionarios hacia Lima, aplacó a la población del Callao que se había pronunciado en favor del vicepresidente Pedro Diez Canseco. Pero al ser derrocado Pezet, fue apresado y anulado su ascenso a general, el 13 de diciembre de 1865.
Fue pues, borrado del escalafón, no obstante lo cual, durante el conflicto contra España se alistó como simple soldado en el Batallón Depósito y participó junto con sus hermanos en el combate del Callao de 2 de mayo de 1866.
Finalizada la guerra contra España y consolidada la dictadura de Prado, pasó desterrado a Chile, junto con el coronel José Balta. Poco después se trasladó a Tarapacá y se sumó a la revolución que en defensa de la Constitución de 1860 encabezó el mariscal Ramón Castilla. Este ratificó su ascenso como general y lo nombró comandante general de sus unidades de cazadores. Era abril de 1867. Tomás acompañó a Castilla en los últimos instantes de su vida, y frustrada la revolución por la muerte del viejo caudillo, volvió a Lima.
Poco después, se sumó a la sublevación que estalló en Arequipa contra el gobierno de Prado y la Constitución de 1867, la cual estaba encabezada por el vicepresidente Pedro Diez Canseco. Este lo confirmó en su rango de general, y como tal, contribuyó a la defensa de Arequipa ante el ataque de las tropas gubernamentales. Luego siguió a las tropas triunfantes de Diez Canseco, llegando al Callao el 22 de enero de 1868. Instalado el gobierno interino de Diez Canseco, fue enviado a Chiclayo para combatir la revolución del coronel José Balta, pero no quiso usar las armas contra el pueblo, y retornó a Lima para dar cuenta de la situación.
Tras la elección de Balta como presidente y la instalación del Congreso el 12 de agosto de 1868, se declaró la nulidad de los ascensos otorgados por el presidente Pezet, y una vez más Tomás quedó rebajado al grado de coronel. No obstante, el presidente Balta lo nombró inspector general del Ejército y propuso al Congreso su ascenso a general, pero no llegó a expedirse la ley respectiva. De modo que, oficialmente, Tomás continuó siendo coronel.
Pese a todo, Tomás dio un decidido apoyo al gobierno de Balta, y lo mismo hicieron sus hermanos, los coroneles Silvestre, Marcelino y Marceliano, que se hallaban al frente de los batallones que guarnecían Lima. Fue debido principalmente a este apoyo que el gobierno de Balta gozó de estabilidad, hasta antes del golpe que los mismos hermanos protagonizarían pocos días antes de finalizar su periodo constitucional.
El 7 de diciembre de 1871, Tomás fue nombrado ministro de Guerra y Marina, hecho que fue recibido con alarma por los miembros del Partido Civil, de reciente fundación, el mismo que por entonces triunfó en las elecciones presidenciales en las que resultó electo el que sería el primer civil en ocupar la presidencia constitucional del Perú: Manuel Pardo y Lavalle.

## El complot contra Balta

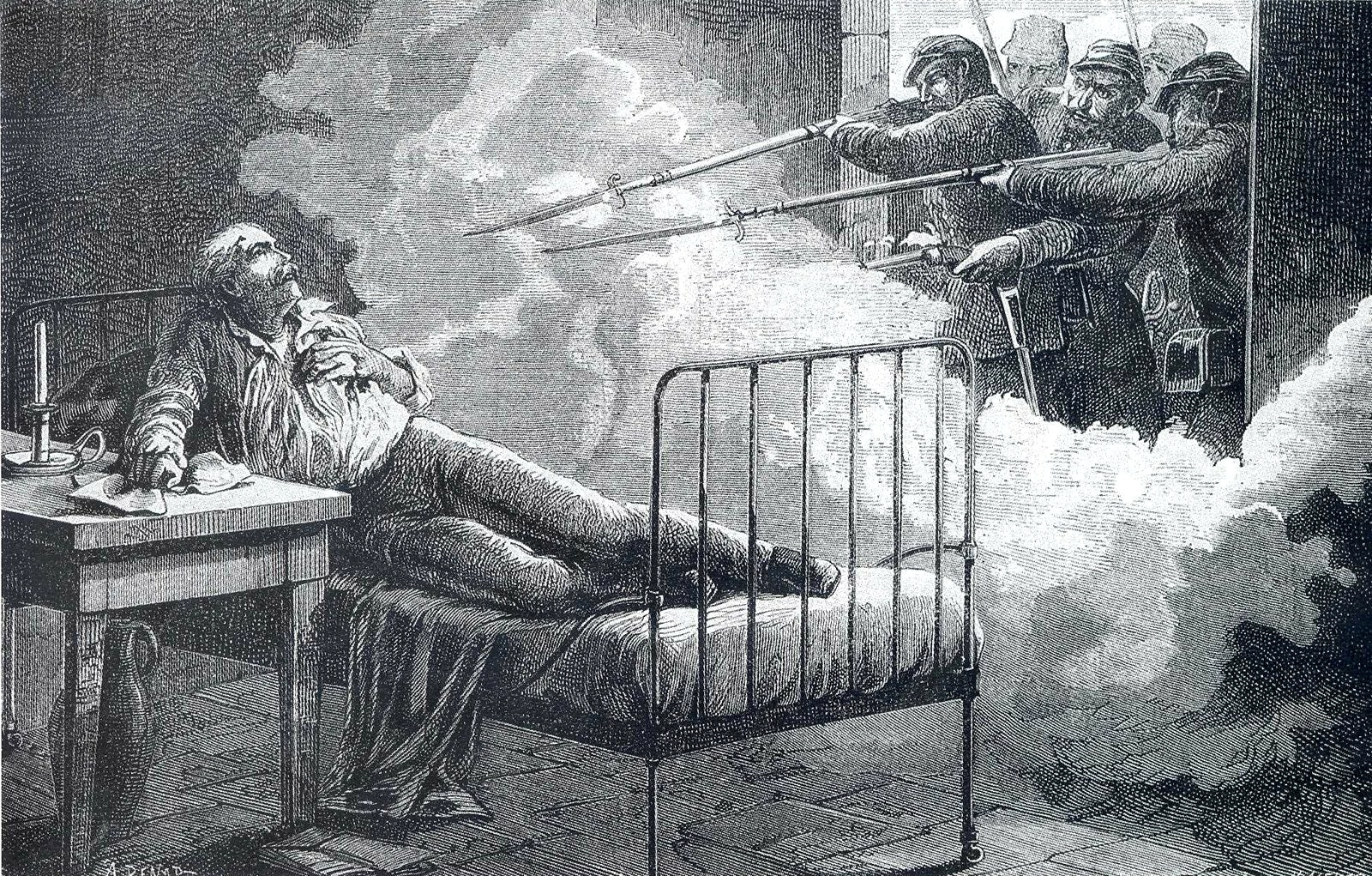
Asesinato de José Balta.

Corrían los últimos días del gobierno constitucional del coronel José Balta y Montero. Manuel Pardo era el ganador de las recientes elecciones y se esperaba un traspaso del mando presidencial sin mayores inconvenientes, a pesar de que, como era normal en esa época, siempre había rumores de complots y rupturas del orden constitucional. Sin embargo, antes que ocurriera dicho traspaso, el ministro de Guerra y Marina, coronel Tomás Gutiérrez, junto con sus tres hermanos, los también coroneles Silvestre, Marceliano y Marcelino Gutiérrez, propusieron a Balta que desconociera las elecciones y se perpetuara en el poder, a través de un golpe de Estado.
El temor de Tomás y sus hermanos era que ellos, una vez en el poder los civilistas, perderían sus privilegios que habían gozado hasta entonces, ya que Pardo se había proclamado antimilitarista. En un principio, Balta aceptó el plan de los Gutiérrez, pero luego, por consejo de algunos allegados, como el empresario Henry Meiggs, se negó a cometer tal ilegalidad. Ante tal situación los Gutiérrez planearon el derrocamiento de Balta. Contaban a su favor con un ejército de 7000 hombres bien armados y con el apoyo de algunos políticos, como el abogado Fernando Casós, que se convertiría en el secretario de la dictadura.

## Jefe Supremo de la República
El 22 de julio de 1872, Silvestre Gutiérrez, el más impetuoso de los hermanos, a la cabeza de dos compañías del batallón «Pichincha», penetró en el Palacio de Gobierno y apresó al presidente Balta, que no opuso resistencia, siendo sacado a la calle y subido a un coche, para ser internado en el cuartel de San Francisco. En la Plaza de Armas, se hallaba Marceliano Gutiérrez al mando del batallón «Zepita», el cual se encargó de contener a la turba que se había aglomerado en torno a Palacio. Ambos hermanos declararon destituido al presidente Balta y proclamaron a Tomás Gutiérrez como General del Ejército y Jefe Supremo de la República. Mientras que esto ocurría en el centro de Lima, Tomás recorría personalmente los cuarteles para asegurarse la adhesión de las tropas.

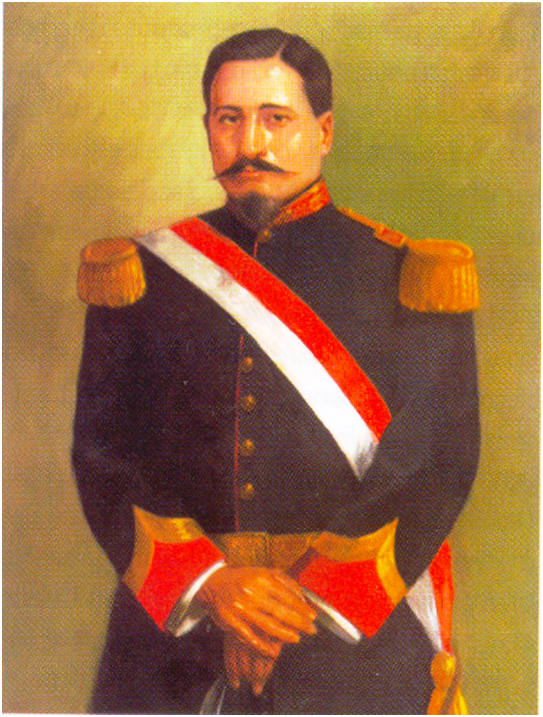
Retrato pictórico de Tomás Gutiérrez, con la banda presidencial.

En ese momento, el Congreso se hallaba en juntas preparatorias. Senadores y diputados se reunieron entonces de urgencia en pleno y tuvieron tiempo para dar un manifiesto condenando el golpe de Estado, antes de ser desalojados a culatazos del edificio parlamentario por los soldados adictos a los Gutiérrez. 
Ese mismo día del golpe de Estado, Tomás Gutiérrez solicitó la subordinación de las Fuerzas Armadas y, especialmente, de la Marina. Al día siguiente, 23 de julio, los jefes de Marina suscribieron un Manifiesto a la Nación en el que hacían explícita su decisión de no apoyar al gobierno de facto:

…El inaudito abuso de fuerza con que el día de ayer ha sido escandalizada la capital de la república, debía encontrar como en efecto ha sucedido el rechazo más completo de parte de los jefes y oficiales de la Armada que escriben…

Firmaron dicho manifiesto marinos notables como Miguel Grau, Aurelio García y García, Melitón Carvajal, Camilo Carrillo, Carlos Ferreyros, Ezequiel Otoya, entre otros. El presidente electo, Manuel Pardo y Lavalle, avisado a tiempo de que los golpistas lo querían capturar, huyó hacia la costa, donde se embarcó en un bote pesquero, siendo recogido en alta mar por Grau y subido a bordo del monitor Huáscar. De allí fue transbordado a la fragata Independencia, que lo transportó a Pisco, salvaguardando así su persona.
Mientras tanto, el pueblo limeño mostraba su desacuerdo con el motín militar. Aunque en un inicio los pobladores no intervinieron directamente, con el correr de las horas varios grupos de ciudadanos salieron a las calles, vociferando contra los Gutiérrez y alentando la revuelta. La situación fue tornándose cada vez más violenta.
En la mañana de 26 de julio, Silvestre Gutiérrez se dirigió a tomar el tranvía en la estación de San Juan de Dios (hoy Plaza San Martín). Su propósito era dirigirse al Callao, para pacificar a la tropa rebelde. Pero fue interceptado por una turba enfurecida, que le dio muerte en el momento en que se disponía a subir al tren.
Tomás, al enterarse de la muerte de Silvestre, envío una nota a su hermano Marceliano Gutiérrez (que custodiaba a Balta en el cuartel de San Francisco) para avisarle del suceso. Se dice que Marceliano, en represalia por la muerte de su hermano, ordenó asesinar al mandatario preso, aunque tal aseveración no ha sido probada. Lo cierto es que Balta fue acribillado a balazos por tres fusileros, mientras descansaba en su lecho después de haber almorzado; al parecer, uno de los verdugos, de apellido Nájar, tenía una inquina personal contra el presidente. La noticia de su muerte corrió rápidamente por toda Lima, difundida por las rabonas del cuartel.

## Muerte

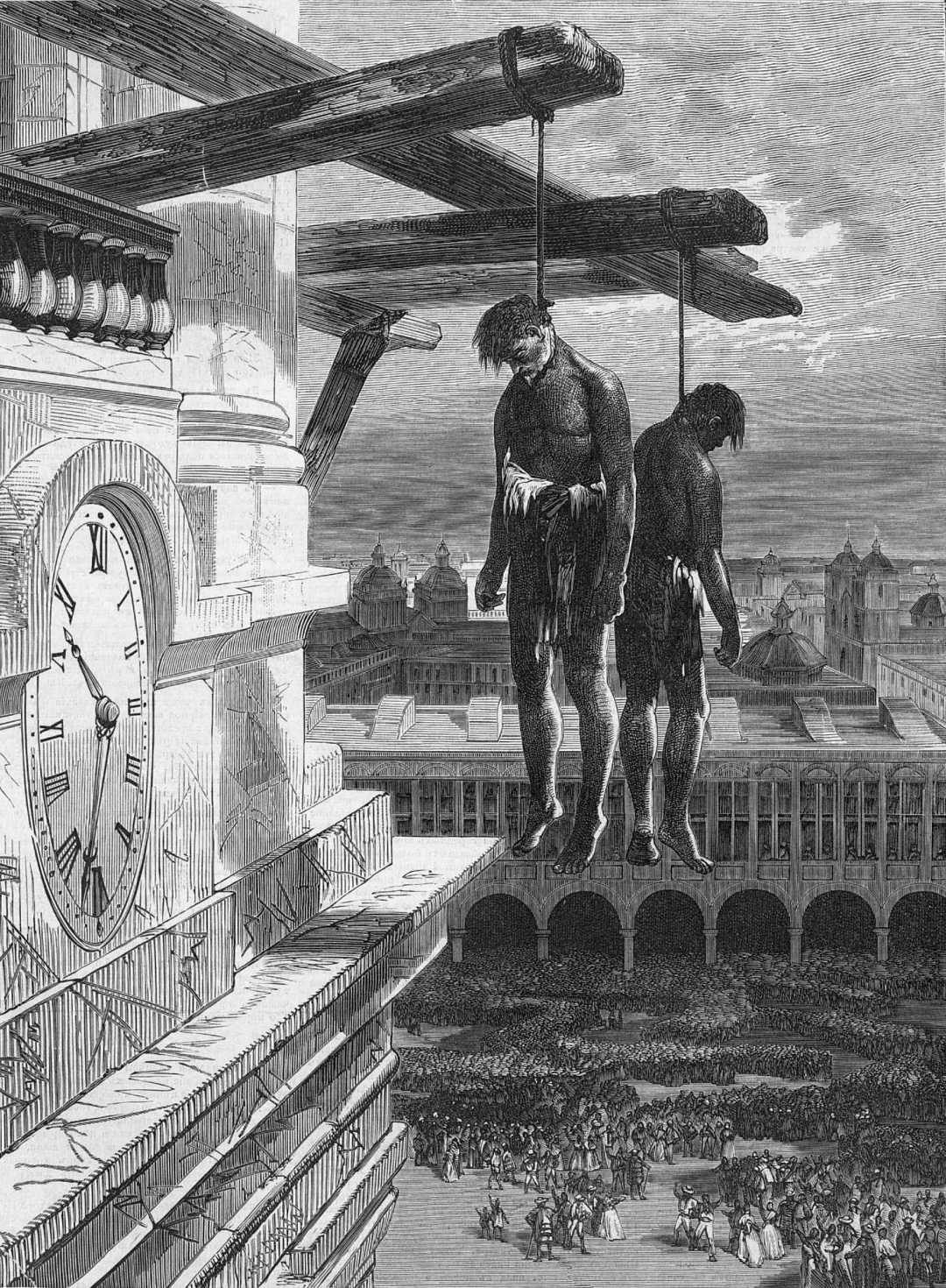
Tomás Gutiérrez y su hermano colgados. Lima, 1872.

Viendo que el ambiente se había encendido en su contra, Tomás Gutiérrez dejó Palacio de Gobierno y se trasladó al cuartel de Santa Catalina, donde se hallaba su hermano, el coronel Marcelino Gutiérrez. Allí sufrió el asedio de la población. Junto con Marcelino decidió entonces abandonar el cuartel en la noche, en medio del fuego de fusiles y cañones. Mientras tanto, el otro hermano, Marceliano, se dirigió al Callao, donde murió combatiendo contra el pueblo sublevado, el mismo 26 de julio.
Mientras que Marcelino se refugiaba en la casa de una familia amiga, Tomás, de manera temeraria, huyó por las calles de Lima, con el rostro cubierto y con sombrero de paisano, gritando «¡Viva Pardo!», con la intención de pasar desapercibido. Sin embargo tropezó con un grupo de oficiales y civiles capitaneados por el coronel Domingo Ayarza, el cual lo reconoció inmediatamente. Al ser apresado, afirmó que había sido incitado a rebelarse por prominentes políticos y militares, los cuales lo abandonaron; además, se mostró asombrado cuando le comentaron sobre el asesinato del presidente Balta, afirmando que recién se enteraba de ese hecho. Avanzaron unas cuadras, mientras eran seguidos por una turba que vociferaba amenazas, y al llegar a la plazuela de La Merced, los militares que lo apresaron no pudieron protegerlo más e ingresaron a Tomás en la botica de Valverde, en la esquina entre las calles Espaderos y Lezcano, cerrando enseguida las puertas.
La muchedumbre rompió las puertas y buscó a Tomás, al que encontraron escondido en una tina; allí mismo lo mataron de un disparo, para luego sacar el cuerpo a la calle. Su cadáver fue desvestido totalmente, y un negro fornido le abrió el pecho de un sablazo, mientras decía, aludiendo irónicamente a la banda presidencial: «¿Quieres banda? Toma banda.»

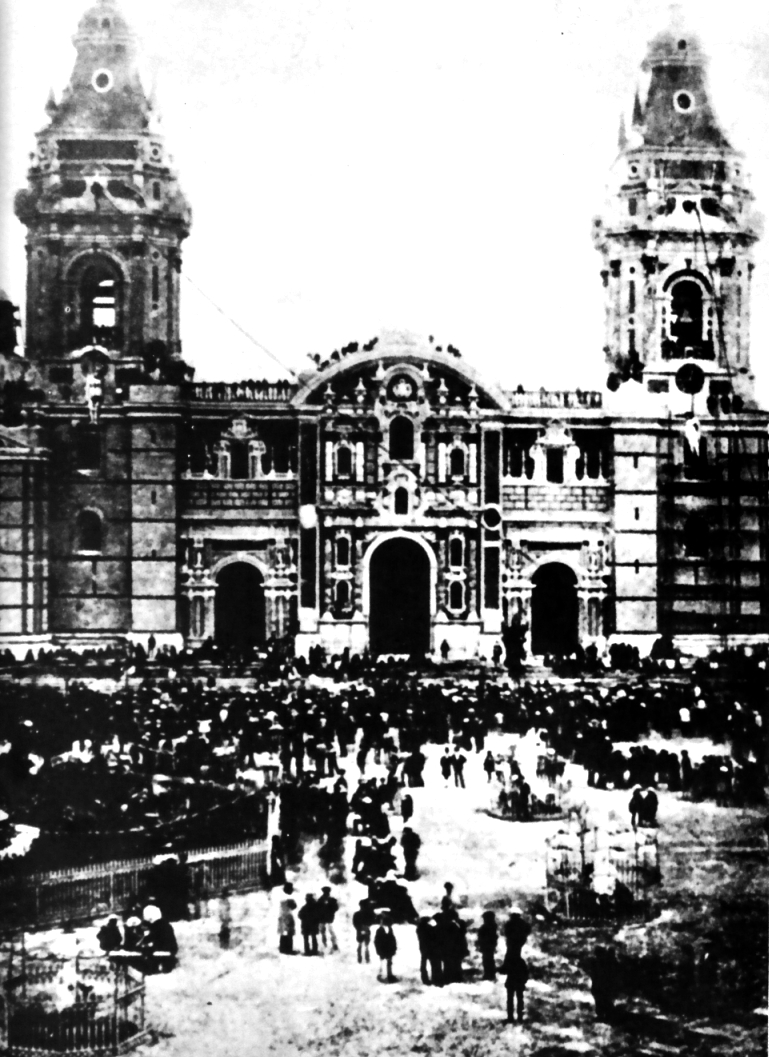
Los cadáveres de Tomás y Silvestre Gutiérrez fueron colgados en los andamios de las torres de la Catedral, que en esos días se hallaba en refacciones. Foto del archivo Courret.

Enseguida el cadáver fue arrastrado a la plaza de Armas y colgado de un farol frente al Portal de Escribanos. Horas más tarde le hizo compañía el cadáver de su hermano Silvestre, llevado desde la iglesia de los Huérfanos, el cual fue colgado de un farol cercano. Las casas de los hermanos, exceptuando la de Marcelino, fueron reducidas a escombros.
Al amanecer del día 27, ambos cuerpos aparecieron colgados de las torres de la Catedral, desnudos y cubiertos de horrorosas heridas, a una altura de más de 20 metros. Fue un espectáculo nunca antes visto en la capital. Horas después fueron rotas las sogas que los sostenían, cayendo pesadamente los cuerpos sobre las baldosas del piso. Luego se quemó a los dos despojos humanos en el centro de la plaza y en la tarde fue arrojado al fuego un tercer cadáver, el de Marceliano, traído desde el cementerio Baquíjano y Carrillo del Callao. En todo ese curso de acontecimientos, los cadáveres fueron violentamente profanados: acuchillados, baleados y mutilados, e incluso testigos del hecho aseveran que algunos negros practicaron canibalismo con los cuerpos quemados. Aunque Faustino Silva ha negado esto último, aduciendo que la hoguera encendida en la plaza daba tal calor, que era imposible acercarse a ella.
Días después, Manuel Pardo hizo su entrada apoteósica en la capital y ante una muchedumbre, pronunció un discurso que comenzaba exactamente con estas palabras: «Habéis realizado una obra terrible; pero una obra de justicia». Luego del breve gobierno del primer vicepresidente Mariano Herencia-Zevallos, Pardo asumió el mando de la Nación el 2 de agosto de 1872, el mismo día en que culminaba el gobierno de Balta.
El único de los hermanos Gutiérrez que consiguió salvarse fue Marcelino, el más apacible de los hermanos, quien, refugiado en la casa de una familia amiga, logró salvarse de la furia del pueblo limeño. Sin embargo, es de notar que su casa, a diferencia de las de sus hermanos, no fue saqueada ni destruida, por lo que se infiere que la población no lo consideraba culpable. Capturado días después cuando intentaba embarcarse, purgó prisión durante algún tiempo y salió libre por una ley de amnistía. Regresó a su tierra natal, Majes, donde se dedicó a la agricultura. Durante la guerra del Pacífico, la dictadura de Nicolás de Piérola le encargó la formación de un batallón. Luego, por motivos de salud, se instaló en la ciudad de Arequipa. Falleció en 1904.